# Il respiro del deserto
Il respiro del deserto è un romanzo di Marco Buticchi pubblicato nel 2009.

## Trama
Oswald Breil, ex primo ministro israeliano, dopo aver rotto con la bella fidanzata italiana Sara Terracini ha acquistato il prestigioso panfilo "Williamsburg". Tra le paratie dell'imbarcazione, usata dal presidente Harry Truman come "Casa Bianca galleggiante", è nascosta una mappa che identifica il luogo dove da secoli è nascosto il favoloso tesoro di Gengis Khan.
Oswald e Sara si troveranno prede di una spietata caccia all'uomo che dal 1227 d.C. semina morte.

## Edizioni
- Marco Buticchi, Il respiro del deserto, Longanesi, Milano, 2009,  pp. 618, ISBN 9788830427235.
- Marco Buticchi, Il respiro del deserto, Best TEA, Milano, TEA, 2011,  p. 618, ISBN 9788850226993.
- Marco Buticchi, Il respiro del deserto, Tea più, Milano, TEA, 20 febbraio 2020,  p. 618, ISBN 9788850256594.